# Macron (peintre)
Pour les articles homonymes, voir Macron.

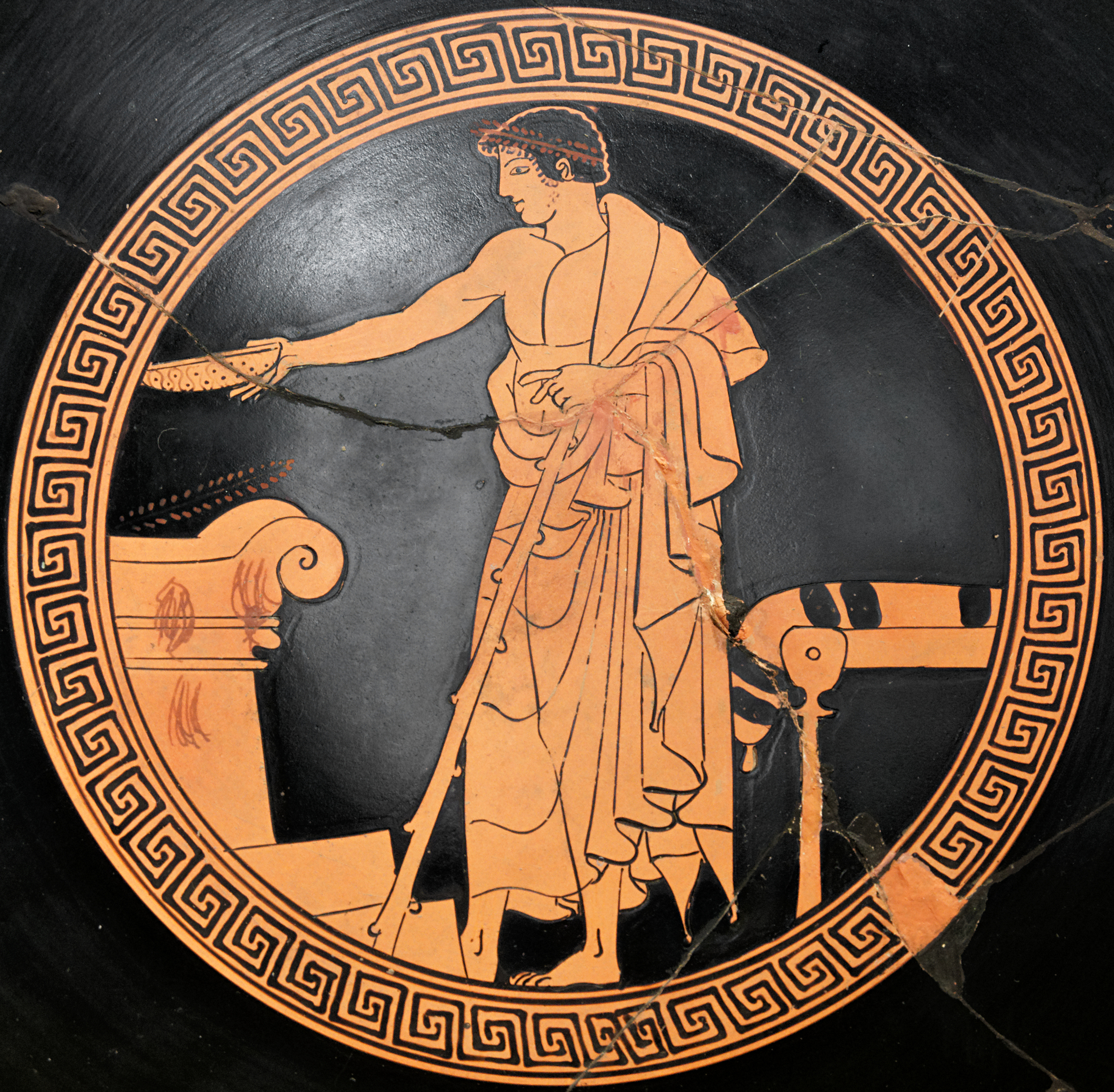
Macron, Scène de libation représentée au centre d'un kylix à figures rouges (c. 480 av. J.-C., musée du Louvre).

Macron (en grec ancien, Μάκρων / Mákrôn), ou Makrōn, est un peintre de vases grec. Il est actif à Athènes dans les années 490-480 avant Jésus-Christ. Bien qu'il en ait signé très peu, environ 350 vases lui sont attribués. Il travaillait avec un potier nommé Hiéron, qui a signé une trentaine de coupes et qui dirigeait un atelier de peintres dans le premier quart du Ve siècle av. J.-C..
Artisan pratiquant la technique des figures rouges, Macron est considéré comme l'un des meilleurs peintres de son époque. Spécialisé dans la décoration de coupes, il y représente principalement des scènes de vie quotidienne, comme sur la coupe attribuée à Macron conservée au Musée Saint Raymond de Toulouse.